# Гус (місто)
Гус (нід. Goes) — місто в Нідерландах, у громаді Гус провінції Зеландія.

## Історія
Населений пункт на березі річки Корте-Держ виник ще в X столітті. На початку XII століття там вже була ринкова площа і церква, присвячена діві Марії. У 1405 Гус отримав статус міста, а в 1417 році йому було дозволено звести міські стіни. Процвітання міста ґрунтувалося на видобутку солі і виробництві одягу.
До XVI століття місто втратило зв'язок з морем і прийшло в занепад. У 1544 році велика пожежа знищила частину міста. У 1577 році князь Моріц Нассауський вигнав з міста іспанський гарнізон і знову відбудував міські стіни. Згодом місто продовжувало залишатися в основному центром сільськогосподарського району.
У 1868 році через місто пройшла залізниця.
У роки Першої світової війни один британський літак помилково скинув на Гус сім бомб, у результаті чого було зруйновано одну будівлю та загинула одна людина.
У 1970-1980-х роках почався бурхливий розвиток Гуса, і він став четвертим за важливістю економічним центром провінції Зеландія.